# Вороново (Волховский район)
Во́роново — деревня в Потанинском сельском поселении Волховского района Ленинградской области.

## История
На карте Санкт-Петербургской губернии Ф. Ф. Шуберта 1834 года упоминаются смежные: деревня Белой-Костёр, деревня Тюнев-Посад и деревня Пещаницы, состоящая из 33 крестьянских дворов, а к югу от них Лазарет Канавных Служителей.

ПЕЩАНИЦЫ — деревня принадлежит Казённому ведомству, число жителей по ревизии: 85 м. п., 89 ж. п.

БЕЛЫЙ КОСТЁР — деревня принадлежит Казённому ведомству, число жителей по ревизии: 24 м. п., 28 ж. п.

ТЮНЕВ ПОЛАЗ — деревня принадлежит Казённому ведомству, число жителей по ревизии: 61 м. п., 66 ж. п. (1838 год)

Деревни Белой Костёр, Тюнев Посад и деревня Песчаницы из 33 дворов отмечены на карте Ф. Ф. Шуберта 1844 года.

ВОРОНОВСКОЕ УСТЬЕ (ПЕЩАНИЦЫ) — деревня Ведомства государственного имущества, по просёлочной дороге, число дворов — 41, число душ — 113 м. п.

БЕЛЫЙ КОСТЁР — деревня Ведомства государственного имущества, по просёлочной дороге, число дворов — 12, число душ — 21 м. п.

ТЮНЕВ ПОСАД — деревня Ведомства государственного имущества, по просёлочной дороге, число дворов — 22, число душ — 60 м. п. (1856 год)

ПЕСЧАНИЦЫ (ВОРОНОВСКОЕ УСТЬЕ) — деревня казённая при Свирском канале и реке Вороновке, число дворов — 51, число жителей: 128 м. п., 123 ж. п.

КРАВЦОВ ПОСАД — деревня казённая при Свирском канале, число дворов — 1, число жителей: 3 м. п., 2 ж. п.

БЕЛЫЙ КОСТЁР (САЛЬНИЦЫНА) — деревня казённая при Свирском канале, число дворов — 10, число жителей: 24 м. п., 21 ж. п.

ТЮНЕВ ПОСАД (ОСЛИНСКАЯ) — деревня казённая при Свирском канале, число дворов — 28, число жителей: 68 м. п., 24 ж. п. (1862 год)

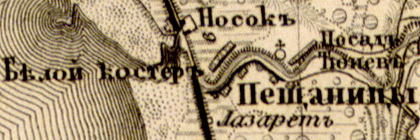
Деревня Вороново на карте 1863 года

Согласно карте из «Исторического атласа Санкт-Петербургской Губернии» 1863 года на месте современной деревни Вороново находились три смежные деревни: Белый Костёр, Песчаница и Тюнев Посад.
14 ноября 1865 года в селе Тюнев Посад благочинным Львом Быстреевским была заложена деревянная церковь Рождества Богородицы. Она была устроена из часовни, с пристройкою алтаря, иконостас писал суздалец Михаил Иванов. Проект храма составил гражданский инженер Бартошевский. Церковь была освящена 9 сентября 1878 года.
В 1867 году в селе Вороново было начато строительство каменной церкви Рождества Богородицы, по плану и под наблюдением архитектора Мельникова. Церковь была освящена 8 и 9 сентября 1874 года благочинным Львом Быстреевским. Главный алтарь был посвящён Рождеству Богородицы, правый придел — святому Николаю, левый — равноапостольной Елене. 
Сборник Центрального статистического комитета описывал деревни так:

ПЕСЧАНИЦА — деревня бывшая государственная при речке Воронежке и Свирском канале, дворов — 47, жителей — 248; Школа, 2 лавки, постоялый двор.
 
ТЮНЕВ ПОСАД (УСТЬ-ВОРОНОВА) — деревня бывшая государственная при Свирском канале, дворов — 25, жителей — 130; 2 церкви православных, 2 лавки. (1885 год)

Согласно епархиальным сведениям 1899 года деревня Тюнев Посад относилась к приходу церкви Рождества Богородицы Вороновского погоста.
В конце XIX — начале XX века деревни административно относились к Шахновской волости 3-го стана Новоладожского уезда Санкт-Петербургской губернии.
По данным «Памятной книжки Санкт-Петербургской губернии» за 1905 год деревни Белый Костёр, Песчаница и Тюнев Посад входили в состав Шахновского сельского общества.
С 1917 по 1918 год деревни Песчаницы и Тюнев Посад входили в состав Шахновского сельсовета Шахновской волости Новоладожского уезда.
С 1919 года в составе Усть-Вороновского сельсовета.
С 1923 года в составе Шахновского сельсовета Пашской волости Волховского уезда.
С 1927 года в составе Пашского района.
По данным 1933 года деревни Песчаницы и Тюнев Посад входили в состав Шахновского сельсовета Пашского района Ленинградской области.

Деревни Вороново и Тюнев Посад на карте 1940 года

С 1954 года в составе Кириковского сельсовета.
С 1955 года в составе Новоладожского района.
В 1961 году население деревень Песчаницы и Тюнев Посад составляло 115 человек.
С 1963 года в составе Волховского района.
По данным 1966 и 1973 годов деревня называлась Вороново и также входила в состав Кириковского сельсовета.
По данным 1990 года деревня Вороново входила  в состав Потанинского сельсовета.
В 1997 году в деревне Вороново Потанинской волости проживали 50 человек, в 2002 году — 60 человек (русские — 90 %).
В 2007 году в деревне Вороново Потанинского СП — 25.

## География
Деревня расположена в северо-восточной части района на автодороге 41К-384 (Шахново — Вороново — Кириково).
Расстояние до административного центра поселения — 8 км.
Расстояние до ближайшей железнодорожной станции Юги — 12 км.
Деревня находится в месте пересечения рекой Воронежка Староладожского и Новоладожского каналов.

## Демография
| 1862 | 2002 | 2007 | 2010 | 2017 |
| ---- | ---- | ---- | ---- | ---- |
| 251  | ↘60  | ↘25  | ↗41  | ↘20  |

### Национальный состав
Согласно данным Всероссийской переписи населения 2021 года в деревне проживали 29 человек, из них:
 русские — 24, украинцы — 2, эстонцы — 1 человек, остальные национальность не указали.

## Достопримечательности
- Петропавловская церковь. Деревянная. Год постройки: между 1866 и 1873. Престолы: Петра и Павла. Перестроена. Действующая[8].

## Улицы
Посадская, Речная.